# Krydser
En krydser (nederlandsk: kruiser) er et hurtigtgående krigsskib, beregnet til at operere alene. Den oprindelige betydning af ordet – brugt siden det 17. århundrede – dækker et skib, der opererer alene, med opgaver som ødelæggelse af fjendtlige handelsskibe, opklaring for en flådestyrke og transport af vigtige meddelelser. Til disse opgaver var det for dyrt at anvende flådernes største enheder, så i stedet benyttede man fregatter, korvetter, brigger og lignende. I 1870'erne kom de første panserkrydsere og fra 1880'erne gik en række lande over til også at kalde mindre enheder, anvendt til krydsertjeneste, for krydsere. I Danmark blev betegnelsen indført i 1885.

## Krydsernes umiddelbare forgængere
Under den amerikanske borgerkrig var Nordstaternes flåde langt den største, så Sydstaternes taktik bestod i at udruste et antal hurtige skibe som krydsere med den opgave at ødelægge Nordstaternes handel og kommunikation med omverdenen. En del af disse skibe blev bygget i England, og det medvirkede til at skabe store spændinger mellem Nordstaterne og England. I den sammenligning var Nordstaternes flåde klart underlegen, så her ville man i tilfælde af krig få brug for at benytte samme taktik, altså at lade hurtige enheder forstyrre fjendens skibsfart. Derfor gav Kongressen i 1863 bevilling til fem hurtige fregatter, hvoraf den første Wampanoag, blev søsat i 1864 og var færdig i 1868. Med en fart på 17.8 knob var Wampanoag sin tids hurtigste skib, men hastigheden var opnået ved at bruge 30 procent af skibets tonnage til maskineri, og skibet var bygget af træ som en meget slank klipper, og manglede derfor stabilitet og styrke til at bære sin kraftige armering. Allerede i 1869 blev skibet kasseret, og søsterskibene blev enten ombyggede eller ligeledes kasserede.
Englands svar på Wampanoag-fregatterne var de tre store fregatter af Inconstant-klassen, påbegyndt i 1866, og den første færdigbygget i 1869. De var bygget af jern, var sødygtige og kraftigt armerede. Da de amerikanske modstykker hurtigt forsvandt fra scenen, overtog de pladsen som samtidens hurtigste skibe, med en fart på 16,2 knob. Deres eneste problem var, at de ikke var pansrede, og det betød, at de ville komme til kort over for selv små fjendtlige panserskibe. Derfor kom udviklingen af de første rigtige krydsere til at gå i to retninger: For det første panserkrydseren, designet som et lille slagskib, men hurtigere og med længere rækkevidde. For det andet en endnu hurtigere krydsertype, der kunne undvige større skibe og jage handelsskibe og mindre krigsskibe.

## Panserkrydseren
Som de første panserkrydsere regnes de russiske krydsere General Admiral og Gerzog Edinburgski, begge påbegyndt i 1870 og færdigbyggede henholdsvis 1875 og 1877. De var på omkring 5.000 ton, var forsynet med et 150 mm støbejernspanser og havde kraftigt artilleri. Men farten på henholdsvis 12,3 og 13,2 knob betød, at de generelt ikke var hurtigere end de samtidige slagskibe og derfor kunne få problemer i et møde med dem.
Det engelske svar var panserkrydseren Shannon, påbegyndt 1873 og færdig i 1877. Shannon (5.700 ton) havde samme karakteristika som de russiske skibe, og var ligeledes for langsom til at være en effektiv krydser. De to næste engelske krydsere, Northampton og Nelson var klar i 1879 og 1881. Deplacementet var øget til 7.400 ton og farten til 14 knob, men der var stadig ikke tilfredshed med deres design i Royal Navy.
I Frankrig byggede man i denne periode ikke egentlige krydsere, men brugte i stedet små panserskibe, der ikke var hurtigere end deres større søstre. Det begyndte med Belliqueuse (3.700 ton), påbegyndt i 1863 og færdig i 1866, men hverken den eller de følgende skibe kan betegnes som krydsere, selv om de blev brugt til krydsertjeneste.
Fælles for de nævnte skibe var, at de havde fuld rigning, så de kunne bruge sejl under de lange ture til og fra de fjerne kolonier, hvor de typisk opererede. Først fra midten af 1880'erne forsvandt rigningen, inspireret af de beskyttede krydsere.

## Den beskyttede krydser (Panserdækskrydseren)
I den britiske flådes ledelse var der som nævnt ikke den store begejstring for panserkrydserne. De var næsten lige så store og dyre som slagskibene og krævede også en næsten lige så stor besætning på grund af rigningen. Man savnede en moderne pendant til de fregatter, der tidligere havde udført krydsertjeneste. Noget af løsningen lå i at gå over til stål som byggemateriale. Det betød at skroget blev lettere uden at blive svagere, og den sparede vægt kunne bruges til mere motorkraft og større beholdning af kul, så man ikke var så afhængig af rigningen. Rigningen blev af den grund gjort mindre omfattende, og kulbeholdningen blev anbragt i skibssiden, så den ydede en vis beskyttelse af skroget. De første to enheder var Iris og Mercury på 3.700 ton, påbegyndt i 1875 og indgået i den engelske flåde i 1879. De var tidens hurtigste krigsskibe, den aftalte hastighed var 17 knob, og Mercury nåede op på 18,6 knob på sit prøvetogt.
De første ægte beskyttede krydsere var den engelske Leander-klasse. De fire krydsere blev påbegyndt fra 1880 og den første blev afleveret i 1885. De lå tæt på Iris i design, men var lidt større (4.300 t), og den ekstra vægt var blandt andet brugt til et 38 mm tykt panserdæk af stål. Det, der adskilte dem fra panserkrydserne var, at der ikke var ofret tonnage på sidepanser, idet panserkrydserne havde både sidepanser og panserdæk.
Leander-klasse blev imidlertid overhalet indenom af et andet engelsk design. Industrimanden A. W. Armstrong havde længe leveret kanoner til alverdens hære, og nu gik han også ind i skibsbygning. Hans ide var, at krydsere skulle have kraftige kanoner og ikke ret meget panser, fordi det alligevel ikke beskyttede tilstrækkeligt. Den første krydser, der fulgte hans opskrift, var Esmeralda, bestilt af Chile, påbegyndt i 1881 og færdigbygget allerede i 1884. Rigningen var droppet, og den lille krydser på 2.950 ton kunne nå en hastighed på imponerende 18,2 knob. Værftet lå i Elswick ved Newcastle, og begrebet Elswick-krydsere blev snart synonymt med moderne, velarmerede skibe, og der blev bygget mange, især til de mindre sømagter, der ikke selv havde avancerede værfter.

## Krydserens udvikling til 1914
Leveringen af Esmeralda i 1884 blev startskuddet til et omfattende bygningsprogram for krydsere hos næsten alle sømagter. For en stor sømagt som England var det vigtigt at have krydsere til at beskytte de vidtstrakte søhandelsruter, og for de øvrige lande var krydseren et billigere alternativ til at bygge slagskibe, og et våben, der havde potentiale til at lamme modstanderens forsyningsruter. Den sømilitære tænkning, der lå bag satsningen på krydsere, havde sin klareste eksponent i den franske jeune ecole ("unge skole") bevægelse. Den franske flåde lå i mange år størrelsesmæssigt tæt på den engelske – senest i Napoleon den 3.'s regeringstid frem til 1870. Det landmilitære nederlag til Tyskland i 1870 var lammende for Frankrigs økonomi, og der var ikke længere råd til et våbenkapløb på slagskibe med England. I denne situation opstod jeune ecole, hvis ideologi var, at der skulle satses på mindre skibe i form af krydsere til at ødelægge Englands vidtstrakte handel, og torpedobåde (og senere undervandsbåde) til at angribe de engelske slagskibe, hvis de kom i nærheden af de franske kyster. En af fortalerne for bevægelsen var kontreadmiral Aube, og da han blev fransk marineminister i 1886, var der fri bane for at føre ideerne ud i livet.
To våbentekniske landvindinger var med til at ændre krydserens rolle i søkrigsførelsen. Først kom udviklingen af det hurtigtskydende artilleri. Ved hjælp af bedre lukkemekanismer og ved at integrere projektil og krudtladning, blev det muligt at øge skudhastigheden med 5-6 gange på skyts med en kaliber (diameter på kanonrør) på 5-15 cm. De første krydsere med hurtigtskydende artilleri var parate omkring 1890, og allerede i krigen mellem Japan og Kina i 1894 blev det åbenbart, at sådanne krydsere kunne gøre alvorlig skade på slagskibe, især hvis der blev kæmpet på relativt tæt hold.
Næste trin var udviklingen af hærdet panser, gradvist indført fra begyndelsen af 1890'erne. Denne type panser var langt mere modstandsdygtig end forgængerne, og nu blev det muligt for slagskibene at pansre store dele af skroget med samme tonnage som hidtil. Hermed mistede krydseren sin kortvarige fordel, og den eneste måde, krydseren kunne klare sig på, var ved selv at vokse og få mere panser. Fra midten af 1890'erne blev panserkrydserne stadig større og blev til sidst til en ny skibstype, slagkrydseren, da engelske Indomitable var parat i 1908.
Sømagterne måtte se i øjnene, at de beskyttede krydsere ikke længere havde en chance mod en hurtig panserkrydser eller en slagkrydser. Der blev stadig bygget en del af dem, blandt andet til tjeneste i fjerne farvande, men til opklaringstjeneste var der brug for en endnu hurtigere krydsertype. I England blev de kaldt "Scouts", kunne nå op på 25 knob, og de første var færdige i 1905. De havde både panserdæk og sidepanser, og var altså pansrede på samme måde som panserkrydsere. Da de var både mindre og hurtigere, blev de i stedet betegnet lette krydsere.

## Slagkrydseren
Som omtalt blev panserkrydserne stadig større, fordi på samme tid skulle være hurtigere end slagskibene og have tilstrækkeligt artilleri og panser til at kæmpe mod dem. Da England byggede slagskibet Dreadnought (afleveret i 1906), der var større og hurtigere end alle eksisterende slagskibe, stod panserkrydseren over for nye udfordringer. Englændernes eget bud var de tre slagkrydsere af Invincible-klassen, færdigbyggede 1908-09. Med deres 17.400 ton var de næsten lige så store som Dreadnought, men de havde kun 8 kraftige kanoner mod Dreadnoughts 10, og panseret var også svagere. Til gengæld var farten øget fra 21 til 25,5 knob. Slagkrydserne er blevet udsat for megen kritik. Under søslaget ved Tsushima i 1905 mellem Japan og Rusland, havde panserkrydserne kæmpet side om side med slagskibene og klaret sig fint. I England brugte man samme taktik med det resultat, at slagkrydserne led katastrofale tab mod de tyske slagskibe i Jyllandsslaget i 1916. Kritikken har kun ret, når det drejer sig om anvendelsen af slagkrydserne. Når de blev brugt rigtigt, det vil sige som opklaringsstyrke eller i kamp mod krydsere, fungerede de fint, for eksempel ved Falklandsslaget i 1914, hvor Invincible og søsterskibet Inflexible gjorde det af med den tyske Stillehavseskadre. Ud over England var det kun Tyskland og Japan, der havde resurser til at bygge slagkrydsere. I andre lande påbegyndte man skibe, men opgav dem på grund af prisen eller erfaringerne fra 1. verdenskrig. Kun i USA byggede man under 2. verdenskrig Alaska-klassen, der var en slags moderne opfølgere til slagkrydserne.

## Den lette krydser
Efter at de beskyttede krydsere var blevet for langsomme, manglede der et design til en all-round krydsertype. Til opklaringstjeneste byggede England specielle "Scouts", der var hurtige nok, men som ikke kunne klare sig på andre opgaver. Først i 1912, da Tyskland færdiggjorde de fire krydsere af Magdeburg-klassen, var der en tilfredsstillende type. Disse krydsere var både hurtige (over 27 knob) og velpansrede og havde et tilstrækkeligt artilleri til at ødelægge handelsskibe og kæmpe mod andre krydsere og destroyere. De øvrige lande fulgte hurtigt efter, og da bygningen af krigsskibe blev reguleret ved Washingtontraktaten i 1922 og ved senere traktarer, blev de lette krydsere rubriceret som krydsere med artilleri på maksimalt 15,5 cm. Krydsere med kraftigere artilleri blev betegnet som svære krydsere (Heavy cruisers).

Mange moderne krydsere er stort set kun missilbevæbnede og har taktiske missiler til to eller tre formål. Krydsere er større end destroyere og mindre end slagskibe. Typisk vil krydsere være 150-240 m lange og have besætninger på 350-900 mand.